# Топільче (футбольний клуб)
«Топільче» — аматорський футбольний клуб з міста Тернополя.
Виступав у чемпіонаті ААФУ 2010 року. Перші три очки до свого доробку команда записала завдяки неявці на матч дунаєвецького «Вереста-ІНАПІКА».